# Габала (район)
Габалски (Гебелски) район (на азербайджански: Qəbələ rayonu; руски: Габалинский район) е район в Северен Азербайджан, Шеки-Загаталски икономически район. Заема площ от 1548,6 км2. Административен център е град Гебеле.

## География
На запад района граничи с Огузки и Шекински райони, на юг с Агдашки и Гьойчайски райони, на изток с Исмаилски район и на север с Губански и Гусарски райони, както и с Дагестан.

## История
Територията на района е била част от Кавказка Албания. През втората половина на XVIII век
тук съществува държавното формирование Куткашенски султанат, което е васално на
Шекинското хансто. Районът е създаден през 1930 г. под името Куткашенски, преименуван е на Габалски през 1991 г. в чест на древния град Кабала, който се намира на територията му.

## Население
Според официалното преброяване на населението, през 1999 г. в района живеят 82 803 души. Гъстотата е 53,47 души/км2.
Етнически състав:
- азербайджанци – 64 620 души (78,04%)
- лезгини – 13 826 души (16,71%)
- удини – 3958 души (4,78%)
- месхетински турци – 248 души (0,3%)
- други – 141 души (0,17%)